# David MacEachern
David MacEachern (Charlottetown, 4 november 1967) is een Canadees voormalig bobsleeremmer. MacEachern behaalde zijn grootste succes tijdens de Olympische Winterspelen 1998 met het winnen van olympisch goud in de tweemansbob, deze medaille moest hij delen met de Italianen. MacEachern won in 1996 in eigen land de zilveren medaille tijdens de wereldkampioenschappen.

## Resultaten
- Olympische Winterspelen 1992 in Albertville 11e in de tweemansbob
- Olympische Winterspelen 1992 in Albertville 4e in de viermansbob
- Olympische Winterspelen 1994 in Lillehammer 7e in de tweemansbob
- Olympische Winterspelen 1994 in Lillehammer 12e in de viermansbob
- Wereldkampioenschappen bobsleeën 1996 in Calgary  in de tweemansbob
- Olympische Winterspelen 1998 in Nagano  in de tweemansbob
- Olympische Winterspelen 1998 in Nagano 9e in de viermansbob

1932: Hubert Stevens / Curtis Stevens ·
1936: Ivan Brown / Alan Washbond ·
1948: Felix Endrich / Friedrich Waller ·
1952: Andreas Ostler / Lorenz Nieberl ·
1956: Lamberto Dalla Costa / Giacomo Conti ·
1964: Anthony Nash / Robin Dixon ·
1968: Eugenio Monti / Luciano De Paolis ·
1972: Wolfgang Zimmerer / Peter Utzschneider ·
1976: Meinhard Nehmer / Bernhard Germeshausen ·
1980: Erich Schärer / Josef Benz ·
1984: Wolfgang Hoppe / Dietmar Schauerhammer ·
1988: Jānis Ķipurs / Vladimir Kozlov ·
1992: Gustav Weder / Donat Acklin ·
1994: Gustav Weder / Donat Acklin ·
1998: Günther Huber / Antonio Tartaglia en Pierre Lueders / David MacEachern ·
2002: Christoph Langen / Markus Zimmermann ·
2006: André Lange / Kevin Kuske ·
2010: André Lange / Kevin Kuske ·
2014: Beat Hefti / Alex Baumann ·
2018: Francesco Friedrich / Thorsten Margis en Justin Kripps / Alexander Kopacz ·
2022: Francesco Friedrich / Thorsten Margis